# L’Amastuola
In L’Amastuola, etwa 14,0 Kilometer nordwestlich von Tarent in Apulien (Italien), wurde auf einem Hügel eine Siedlung der Eisenzeit entdeckt. Von 2003 bis 2010 haben Archäologen Teile der Siedlung und einer Nekropole untersucht. 

## Siedlung
Die Häuser und die Gräber befinden sich südlich des Gehöftes, das die Hügelkuppe einnimmt. Der Ort war seit dem späten 8. Jahrhundert v. Chr. bewohnt und wurde Mitte des 7. Jahrhunderts mit einem Doppelwall befestigt – wohl auf die griechische Kolonisation an der Küste reagierend. Der äußere Ring besteht aus einem etwa 3,0 m breiten Trockenmauerwerk. Iapygische Keramik und Reste einer Rundhütte unter den Hausfundamenten zeugen von der vorgriechischen Besiedlung. Die Keramik und die rechteckigen Einräumhäuser aus archaischer Zeit zeigen griechischen Einfluss. Über den Hütten entstanden rechteckige Einraumhäuser von etwa 10 m² Grundfläche mit einem Hof. Sie erinnern an die griechischen Wohnbauten in Megara Hyblaia an der Ostküste Siziliens. Die Befunde sind abgedeckt worden.
Während der ersten Hälfte des 5. Jahrhunderts v. Chr. ist ein Ende der alten und ein Übergang zu einer neuen Siedlung zu fassen. Offenbar wurde die strategisch gut gelegene Siedlung im Laufe des 5. Jahrhunderts in die Chora der Kolonie Tarent/Taras integriert.

## Gräberfeld
Am Nord- und Südhang der Anhöhe befinden sich ausgedehnte Gräberfelder, deren rechteckige Gruben dicht an dicht im Fels liegen. Erwachsene und Kinder wurden hier seit dem 7. Jahrhundert v. Chr. beigesetzt. Einem Grab diente eine ältere Stele lokaler Machart als Abdeckung. Die Seiten der flachen, geglätteten Stele sind ein-, die oberen Ecken hochgezogen und der untere Abschnitt ist in Form eines Einlasszapfens präpariert. Entlang des Randes läuft ein eingeritztes Zickzackmuster. Die Stele erinnert an Exemplare aus Daunien, Cavallino und Mesagne, besitzt aber weder Kopfaufsatz, noch aufgeritzte Gliedmaßen, Kleidung, Schmuckstücke, Waffen oder figürliche Szenen. Am Südhang kann man auf 600 m Länge neben der Straße, halb verdeckt von der Macchia, noch einige der 250 gefundenen Gräber und Abschnitte zweier Straßen mit Karrenspuren sehen. Einer der 3 m breiten Wege wurde in den Fels eingetieft. 